# Рејнолдсвил (Пенсилванија)
Рејнолдсвил (енгл. Reynoldsville) град је у америчкој савезној држави Пенсилванија.

## Демографија
По попису из 2010. године број становника је 2.759, што је 49 (1,8%) становника више него 2000. године.
| Група             | 2000.         | 2010.         |
| Белци             | 2.667 (98,4%) | 2.684 (97,3%) |
| Афроамериканци    | 4 (0,1%)      | 6 (0,2%)      |
| Азијати           | 3 (0,1%)      | 4 (0,1%)      |
| Хиспаноамериканци | 15 (0,6%)     | 37 (1,3%)     |
| Укупно            | 2.710         | 2.759         |